# اوسرای (آماسیه)
اوسرای (به ترکی استانبولی: Ovasaray) یک منطقهٔ مسکونی در ترکیه است که در آماسیه واقع شده‌است.